# بژوزوویتس (استان پودکارپاتسکیه)
بژوزوویتس (به لهستانی:  Brzozowiec) یک روستا در لهستان است که در گمینا زاگوژ واقع شده‌است. بژوزوویتس ۴۰ نفر جمعیت دارد.